# Можейко, Владимир Николаевич
Влади́мир Никола́евич Може́йко (Мозырь) — советский гребец-байдарочник, выступал за сборную СССР во второй половине 1980-х годов. Бронзовый призёр чемпионата мира, двукратный чемпион Советского Союза, победитель многих регат республиканского и всесоюзного значения. На соревнованиях представлял спортивное общество «Спартак», мастер спорта международного класса.

## Биография
Владимир Можейко родился в городе Мозыре Гомельской области Белорусской ССР. Активно заниматься греблей начал в раннем детстве, проходил подготовку в отделении гребли на байдарках и каноэ Мозырского городского совета добровольного спортивного общества «Спартак».
Первого серьёзного успеха на взрослом уровне добился в 1986 году, когда в составе четырёхместного экипажа, куда также вошли гребцы Дмитрий Баньковский, Виктор Пусев и Николай Шершень, стал чемпионом Советского Союза на дистанции 1000 метров. В 1990 году выиграл всесоюзное первенство в зачёте двухместных байдарок в паре с Борисом Даниловым в зачёте 10000 метров.
Благодаря череде удачных выступлений удостоился права защищать честь страны на чемпионате мира в польской Познани, откуда в итоге привёз награду бронзового достоинства, выигранную в двойках с тем же Даниловым в десятикилометровой гонке — лучше них финишировали только экипажи из Великобритании и Новой Зеландии. За выдающиеся спортивные достижения удостоен почётного звания «Мастер спорта СССР международного класса».
В настоящее время проживает в Мозыре, занимается ресторанным бизнесом.